# 吴宏蔚
吴宏蔚（1953年8月—），中华人民共和国政治人物，回族，河南柘城人，前商丘市政协主席兼党组书记，为正厅级官员。1970年1月参加工作，1980年8月加入中国共产党。1987年9月调入商丘工作，直至2016年2月落马，在商丘官场上近三十年。
2019年4月19日，河南省纪委监委称河南省商丘市政协原主席、党组书记吴宏蔚涉嫌严重违纪违法，接受河南省纪委监委纪律审查和监察调查。
2019年8月，吴宏蔚被移送检察机关审查起诉。
2019年12月27日，河南省焦作市中级人民法院对吴宏蔚受贿、利用影响力受贿一案作出一审判决：被告人吴宏蔚犯受贿罪，判处有期徒刑十年零六个月，并处罚金人民币一百万元；犯利用影响力受贿罪，判处有期徒刑一年，并处罚金人民币十万元；数罪并罚，决定执行有期徒刑十年零九个月，并处罚金人民币一百一十万元。